# 文部大臣

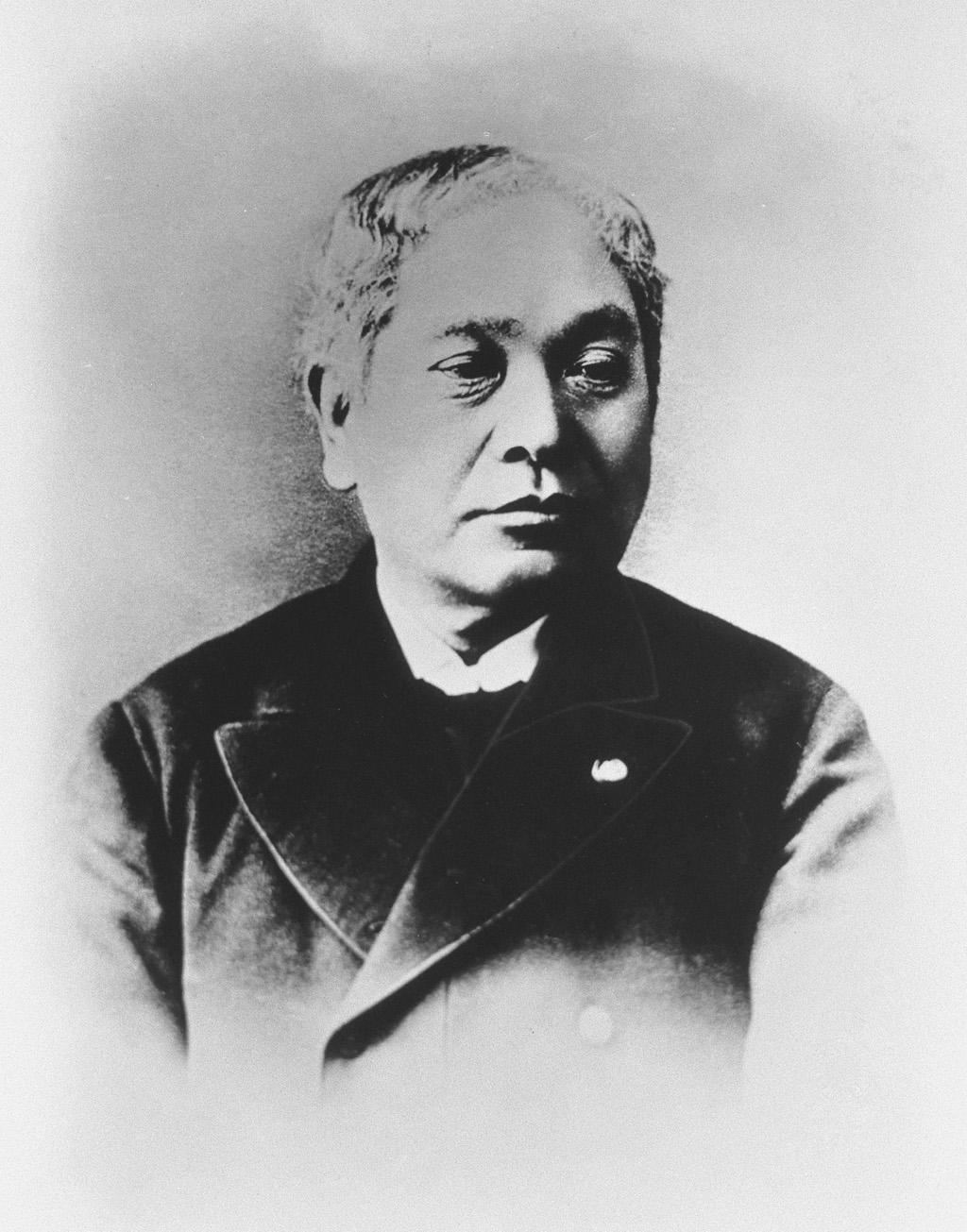
初代文部卿， 大木喬任

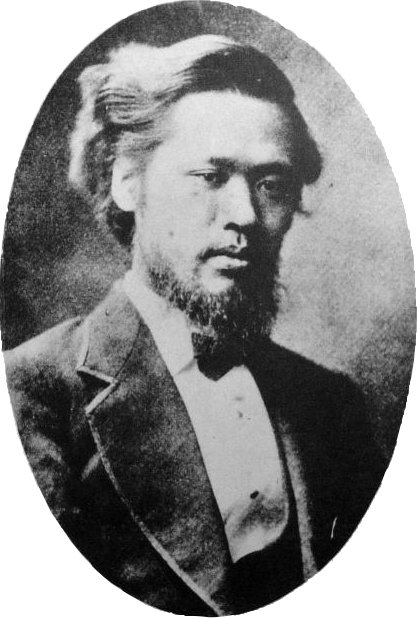
初代文部大臣， 森有礼

文部大臣（日语：／ Monbu daijin），簡稱為文相（日语： Bunshō），其前身為文部卿（日语：／ Monbu kyō）。文部大臣是日本的國務大臣，執掌為了管理教育行政而設置的日本行政機關（文部省）。其於明治4年7月18日（1871年9月2日）開始，到2001年（平成13年）1月5日為止，共計129年4個月3天。
此外，於2001年（平成13年）1月6日，文部省和科学技術廳兩者合併為文部科學省，其首長變為文部科学大臣。
注腳可於此查看。關於部長的職能、文部省，可參見文部省。

## 歷代文部卿
此處列出歷代文部卿之信息。
| 代数 | 姓名     | 在任期間                                                                         | 出身體系等 |
| ---- | -------- | -------------------------------------------------------------------------------- | ---------- |
| 1    | 大木喬任 | 明治4年7月28日（1871年9月12日） - 1873年（明治6年）4月19日                       | 肥前藩     |
| 2    | 木戶孝允 | 1874年（明治7年）1月25日 - 1874年（明治7年）5月13日                              | 長州藩     |
| －   | －       | 木戸辞任至西鄉上任期間，作為文部大輔的田中不二麿（尾張藩出身）代為文部卿之職務。 |            |
| 3    | 西鄉從道 | 1878年（明治11年）5月24日 - 1878年（明治11年）12月24日                           | 薩摩藩     |
| 4    | 寺島宗則 | 1879年（明治12年）9月10日 - 1880年（明治13年）2月28日                            | 薩摩藩     |
| 5    | 河野敏鎌 | 1880年（明治13年）2月28日 - 1881年（明治14年）4月7日                             | 土佐藩     |
| 6    | 福岡孝弟 | 1881年（明治14年）4月7日 - 1883年（明治16年）12月12日                            | 土佐藩     |
| 7    | 大木喬任 | 1883年（明治16年）12月12日 - 1885年（明治18年）12月22日                          | 肥前藩     |

## 歷代文部大臣
此處列出歷代文部大臣之信息。
注釋：粗體為曾擔任或擔任內閣總理大臣之人士

### 大日本帝国憲法時代
| 代数 | 姓名                    | 內閣                                 | 就任年月日                 | 出身體系等   |
| ---- | ----------------------- | ------------------------------------ | -------------------------- | ------------ |
| 1    | 森有礼                  | 第1次伊藤内閣 黑田內閣               | 1885年（明治18年）12月22日 | 薩摩藩       |
| -    | 大山巖 （臨時兼任）     | 黑田内閣                             | 1889年（明治22年）2月16日  | 薩摩藩       |
| 2    | 榎本武揚                | 黑田内閣 第1次山縣内閣               | 1889年（明治22年）3月22日  | 幕臣         |
| 3    | 芳川顯正                | 第1次山縣内閣 第1次松方内閣          | 1890年（明治23年）5月17日  |              |
| 4    | 大木喬任                | 第1次松方内閣                        | 1891年（明治24年）6月1日   |              |
| 5    | 河野敏鎌                | 第2次伊藤内閣                        | 1892年（明治25年）8月8日   |              |
| 6    | 井上毅                  | 第2次伊藤内閣                        | 1893年（明治26年）3月7日   |              |
| -    | 芳川顯正 （臨時兼任）   | 第2次伊藤内閣                        | 1894年（明治27年）8月29日  |              |
| 7    | 西園寺公望              | 第2次伊藤内閣 第2次松方内閣          | 1894年（明治27年）10月3日  |              |
| 8    | 蜂須賀茂韶              | 第2次松方内閣                        | 1896年（明治29年）9月28日  |              |
| 9    | 濱尾新                  | 第2次松方内閣                        | 1897年（明治30年）11月6日  |              |
| 10   | 西園寺公望              | 第3次伊藤内閣                        | 1898年（明治31年）1月12日  |              |
| 11   | 外山正一                | 第3次伊藤内閣                        | 1898年（明治31年）4月30日  |              |
| 12   | 尾崎行雄                | 第1次大隈内閣                        | 1898年（明治31年）6月30日  | 憲政党       |
| 13   | 犬養毅                  | 第1次大隈内閣                        | 1898年（明治31年）10月27日 |              |
| 14   | 樺山資紀                | 第2次山縣内閣                        | 1898年（明治31年）11月8日  | 海軍         |
| 15   | 松田正久                | 第4次伊藤内閣                        | 1900年（明治33年）10月19日 | 立憲政友会   |
| 16   | 菊池大麓                | 第1次桂内閣                          | 1901年（明治34年）6月2日   | 貴族院       |
| 17   | 兒玉源太郎 （兼任）     | 第1次桂内閣                          | 1903年（明治36年）7月17日  | 陸軍         |
| 18   | 久保田讓                | 第1次桂内閣                          | 1903年（明治36年）9月22日  |              |
| 19   | 桂太郎 （兼任）         | 第1次桂内閣                          | 1905年（明治38年）12月14日 | 陸軍         |
| -    | 西園寺公望 （臨時兼任） | 第1次西園寺内閣                      | 1906年（明治39年）1月7日   | 立憲政友会   |
| 20   | 牧野伸顯                | 第1次西園寺内閣                      | 1906年（明治39年）3月27日  |              |
| 21   | 小松原英太郎            | 第2次桂内閣                          | 1908年（明治41年）7月14日  |              |
| 22   | 長谷場純孝              | 第2次西園寺内閣                      | 1911年（明治44年）8月30日  | 立憲政友会   |
| -    | 牧野伸顯 （臨時兼任）   | 第2次西園寺内閣                      | 1912年（大正元年）11月9日  |              |
| 23   | 柴田家門                | 第3次桂内閣                          | 1912年（大正元年）12月21日 |              |
| 24   | 奥田義人                | 第1次山本内閣                        | 1913年（大正2年）2月20日   | 立憲政友会   |
| 25   | 大岡育造                | 第1次山本内閣                        | 1914年（大正3年）3月6日    | 貴族院       |
| 26   | 一木喜德郎              | 第2次大隈内閣                        | 1914年（大正3年）4月16日   |              |
| 27   | 高田早苗                | 第2次大隈内閣                        | 1915年（大正4年）8月10日   | 貴族院       |
| 28   | 岡田良平                | 寺内内閣                             | 1916年（大正5年）10月9日   | 貴族院       |
| 29   | 中橋德五郎              | 原内閣 高橋内閣                      | 1918年（大正7年）9月29日   | 立憲政友会   |
| 30   | 鎌田榮吉                | 加藤友三郎内閣                       | 1922年（大正11年）6月12日  |              |
| 31   | 犬養毅 （兼任）         | 第2次山本内閣                        | 1923年（大正12年）9月2日   |              |
| 32   | 岡野敬次郎              | 第2次山本内閣                        | 1923年（大正12年）9月6日   |              |
| 33   | 江木千之                | 清浦内閣                             | 1924年（大正13年）1月7日   |              |
| 34   | 岡田良平                | 加藤高明内閣 第1次若槻内閣           | 1924年（大正13年）6月11日  |              |
| 35   | 三土忠造                | 田中義一内閣                         | 1927年（昭和2年）4月20日   | 立憲政友会   |
| 36   | 水野鍊太郎              | 田中義一内閣                         | 1927年（昭和2年）6月2日    | 立憲政友会   |
| 37   | 勝田主計                | 田中義一内閣                         | 1928年（昭和3年）5月25日   | 貴族院       |
| 38   | 小橋一太                | 濱口内閣                             | 1929年（昭和4年）7月2日    | 立憲民政党   |
| 39   | 田中隆三                | 濱口内閣 第2次若槻内閣               | 1929年（昭和4年）11月29日  | 立憲民政党   |
| 40   | 鳩山一郎                | 犬養内閣 齋藤内閣                    | 1931年（昭和6年）12月13日  | 立憲政友会   |
| 41   | 齋藤實 （兼任）         | 齋藤内閣                             | 1933年（昭和8年）3月3日    | 海軍         |
| 42   | 松田源治                | 岡田内閣                             | 1934年（昭和9年）7月8日    | 立憲民政党   |
| 43   | 川崎卓吉                | 岡田内閣                             | 1936年（昭和11年）2月2日   | 立憲民政党   |
| 44   | 潮惠之輔 （兼任）       | 廣田内閣                             | 1936年（昭和11年）3月9日   |              |
| 45   | 平生釟三郎              | 廣田内閣                             | 1936年（昭和11年）3月25日  | 貴族院       |
| 46   | 林銑十郎 （兼任）       | 林内閣                               | 1937年（昭和12年）2月2日   | 陸軍         |
| 47   | 安井英二                | 第1次近衛内閣                        | 1937年（昭和12年）6月4日   | 内務官僚     |
| 48   | 木戶幸一                | 第1次近衛内閣                        | 1937年（昭和12年）10月22日 |              |
| 49   | 荒木貞夫                | 第1次近衛内閣 平沼内閣               | 1938年（昭和13年）5月26日  | 陸軍         |
| 50   | 河原田稼吉              | 阿部内閣                             | 1939年（昭和14年）8月30日  |              |
| 51   | 松浦鎮次郎              | 米内内閣                             | 1940年（昭和15年）1月16日  | 文部官僚     |
| 52   | 橋田邦彦                | 第2次近衛内閣 第3次近衛内閣 東條内閣 | 1940年（昭和15年）7月22日  | 東大教授     |
| 53   | 東條英機 （兼任）       | 東條内閣                             | 1943年（昭和18年）4月20日  | 陸軍         |
| 54   | 岡部長景                | 東條内閣                             | 1943年（昭和18年）4月23日  |              |
| 55   | 二宮治重                | 小磯内閣                             | 1944年（昭和19年）7月22日  | 陸軍         |
| 56   | 兒玉秀雄                | 小磯内閣                             | 1945年（昭和20年）2月10日  |              |
| 57   | 太田耕造                | 鈴木貫太郎内閣                       | 1945年（昭和20年）4月7日   |              |
| 58   | 松村謙三 （兼任）       | 東久邇宮内閣                         | 1945年（昭和20年）8月17日  | 大日本政治会 |
| 59   | 前田多門                | 東久邇宮内閣 幣原内閣                | 1945年（昭和20年）8月18日  | 貴族院       |
| 60   | 安倍能成                | 幣原内閣                             | 1946年（昭和21年）1月13日  | 貴族院       |
| 61   | 田中耕太郎              | 第1次吉田内閣                        | 1946年（昭和21年）5月22日  | 民間人士     |

### 日本國憲法頒佈後
| 代数 | 姓名                  | 內閣                                                                                           | 就任年月日                 | 出身體系等       |
| ---- | --------------------- | ---------------------------------------------------------------------------------------------- | -------------------------- | ---------------- |
| 62   | 高橋誠一郎            | 第1次吉田内閣                                                                                  | 1947年（昭和22年）1月31日  | 民間人士         |
| -    | 片山哲 （臨時代理）   | 片山內閣                                                                                       | 1947年（昭和22年）5月24日  | 日本社会黨       |
| 63   | 森戶辰男              | 片山内閣                                                                                       | 1947年（昭和22年）6月1日   | 日本社会黨       |
| 64   | 森戶辰男              | 芦田内閣                                                                                       | 1948年（昭和23年）3月10日  |                  |
| -    | 吉田茂 （臨時代理）   | 第2次吉田内閣                                                                                  | 1948年（昭和23年）10月15日 |                  |
| 65   | 下条康麿              | 第2次吉田内閣                                                                                  | 1948年（昭和23年）10月19日 | 参議院綠風會     |
| 66   | 高瀨莊太郎            | 第3次吉田内閣                                                                                  | 1949年（昭和24年）2月16日  | 参議院綠風会     |
| 67   | 天野貞祐              | 第3次吉田内閣 第3次吉田内閣第1次改造内閣 第3次吉田内閣第2次改造内閣 第3次吉田内閣第3次改造内閣 | 1950年（昭和25年）5月6日   | 民間             |
| 68   | 岡野清豪              | 第3次吉田内閣第3次改造内閣                                                                     | 1952年（昭和27年）8月12日  | 自由黨           |
| 69   | 岡野清豪              | 第4次吉田内閣                                                                                  | 1952年（昭和27年）10月30日 | 自由黨           |
| 70   | 大達茂雄              | 第5次吉田内閣                                                                                  | 1953年（昭和28年）5月21日  | 参議院自由黨     |
| 71   | 安藤正純              | 第1次鳩山内閣                                                                                  | 1954年（昭和29年）12月10日 | 日本民主黨       |
| 72   | 松村謙三              | 第2次鳩山内閣                                                                                  | 1955年（昭和30年）3月19日  | 日本民主黨       |
| 73   | 清瀨一郎              | 第3次鳩山内閣                                                                                  | 1955年（昭和30年）11月22日 | 自由民主黨       |
| -    | 石橋湛山 （臨時代理） | 石橋內閣                                                                                       | 1956年（昭和31年）12月23日 |                  |
| 74   | 灘尾弘吉              | 石橋內閣                                                                                       | 1956年（昭和31年）12月23日 | 自由民主黨       |
| 75   | 灘尾弘吉              | 第1次岸内閣                                                                                    | 1957年（昭和32年）2月25日  | 自由民主黨       |
| 76   | 松永東                | 第1次岸内閣改造内閣                                                                            | 1957年（昭和32年）7月10日  | 自由民主黨       |
| 77   | 灘尾弘吉              | 第2次岸内閣                                                                                    | 1958年（昭和33年）6月12日  | 自由民主黨       |
| 78   | 橋本龍伍              | 第2次岸内閣                                                                                    | 1958年（昭和33年）12月31日 | 自由民主黨       |
| 79   | 松田竹千代            | 第2次岸内閣改造内閣                                                                            | 1959年（昭和34年）6月18日  | 自由民主黨       |
| 80   | 荒木萬壽夫            | 第1次池田内閣                                                                                  | 1960年（昭和35年）7月19日  | 自由民主黨       |
| 81   | 荒木萬壽夫            | 第2次池田内閣 第2次池田内閣第1次改造内閣 第2次池田内閣第2次改造内閣                            | 1960年（昭和35年）12月8日  | 自由民主黨       |
| 82   | 灘尾弘吉              | 第2次池田内閣第3次改造内閣                                                                     | 1963年（昭和38年）7月18日  | 自由民主黨       |
| 83   | 灘尾弘吉              | 第3次池田内閣                                                                                  | 1963年（昭和38年）12月9日  | 自由民主黨       |
| 84   | 愛知揆一              | 第3次池田内閣改造内閣                                                                          | 1964年（昭和39年）7月18日  | 自由民主黨       |
| 85   | 愛知揆一              | 第1次佐藤内閣                                                                                  | 1964年（昭和39年）11月9日  | 自由民主黨       |
| 86   | 中村梅吉              | 第1次佐藤内閣第1次改造内閣                                                                     | 1965年（昭和40年）6月3日   | 自由民主黨       |
| 87   | 有田喜一              | 第1次佐藤内閣第2次改造内閣                                                                     | 1966年（昭和41年）8月1日   | 自由民主黨       |
| 88   | 劔木亨弘              | 第1次佐藤内閣第3次改造内閣                                                                     | 1966年（昭和41年）12月3日  | 参議院自由民主黨 |
| 89   | 劔木亨弘              | 第2次佐藤内閣                                                                                  | 1967年（昭和42年）2月17日  | 参議院自由民主黨 |
| 90   | 灘尾弘吉              | 第2次佐藤内閣第1次改造内閣                                                                     | 1967年（昭和42年）11月25日 | 自由民主黨       |
| 91   | 坂田道太              | 第2次佐藤内閣第2次改造内閣                                                                     | 1968年（昭和43年）11月30日 | 自由民主黨       |
| 92   | 坂田道太              | 第3次佐藤内閣                                                                                  | 1970年（昭和45年）1月14日  | 自由民主黨       |
| 93   | 高見三郎              | 第3次佐藤内閣改造内閣                                                                          | 1971年（昭和46年）7月5日   | 自由民主黨       |
| 94   | 稻葉修                | 第1次田中角榮内閣                                                                              | 1972年（昭和47年）7月7日   | 自由民主黨       |
| 95   | 奥野誠亮              | 第2次田中角榮内閣 第2次田中角榮内閣第1次改造内閣                                               | 1972年（昭和47年）12月22日 | 自由民主黨       |
| 96   | 三原朝雄              | 第2次田中角榮内閣第2次改造内閣                                                                 | 1974年（昭和49年）11月11日 | 自由民主黨       |
| 97   | 永井道雄              | 三木内閣 三木内閣改造内閣                                                                      | 1974年（昭和49年）12月9日  | 民間人           |
| 98   | 海部俊樹              | 福田赳夫内閣                                                                                   | 1976年（昭和51年）12月24日 | 自由民主黨       |
| 99   | 砂田重民              | 福田赳夫内閣改造内閣                                                                           | 1977年（昭和52年）11月28日 | 自由民主黨       |
| 100  | 内藤誉三郎            | 第1次大平内閣                                                                                  | 1978年（昭和53年）12月7日  | 参議院自由民主黨 |
| -    | 大平正芳 （臨時代理） | 第2次大平内閣                                                                                  | 1979年（昭和54年）11月9日  | 自由民主黨       |
| 101  | 谷垣專一              | 第2次大平内閣                                                                                  | 1979年（昭和54年）11月20日 | 自由民主黨       |
| 102  | 田中龍夫              | 鈴木善幸内閣                                                                                   | 1980年（昭和55年）7月17日  | 自由民主黨       |
| 103  | 小川平二              | 鈴木善幸内閣改造内閣                                                                           | 1981年（昭和56年）11月30日 | 自由民主黨       |
| 104  | 瀨戶山三男            | 第1次中曾根内閣                                                                                | 1982年（昭和57年）11月27日 | 自由民主黨       |
| 105  | 森喜朗                | 第2次中曾根内閣                                                                                | 1983年（昭和58年）12月27日 | 自由民主黨       |
| 106  | 松永光                | 第2次中曾根内閣第1次改造内閣                                                                   | 1984年（昭和59年）11月1日  | 自由民主黨       |
| 107  | 海部俊樹              | 第2次中曾根内閣第2次改造内閣                                                                   | 1985年（昭和60年）12月28日 | 自由民主黨       |
| 108  | 藤尾正行              | 第3次中曾根内閣                                                                                | 1986年（昭和61年）7月22日  | 自由民主黨       |
| 109  | 鹽川正十郎            | 第3次中曾根内閣                                                                                | 1986年（昭和61年）9月9日   | 自由民主黨       |
| 110  | 中島源太郎            | 竹下内閣                                                                                       | 1987年（昭和62年）11月6日  | 自由民主黨       |
| 111  | 西岡武夫              | 竹下内閣改造内閣                                                                               | 1988年（昭和63年）12月27日 | 自由民主黨       |
| 112  | 西岡武夫              | 宇野内閣                                                                                       | 1989年（平成元年）6月3日   | 自由民主党       |
| 113  | 石橋一弥              | 第1次海部内閣                                                                                  | 1989年（平成元年）8月10日  | 自由民主黨       |
| 114  | 保利耕輔              | 第2次海部内閣                                                                                  | 1990年（平成2年）2月28日   | 自由民主黨       |
| 115  | 井上裕                | 第2次海部内閣改造内閣                                                                          | 1990年（平成2年）12月29日  | 参議院自由民主黨 |
| 116  | 鳩山邦夫              | 宮澤内閣                                                                                       | 1991年（平成3年）11月5日   | 自由民主党       |
| 117  | 森山真弓              | 宮澤内閣改造内閣                                                                               | 1992年（平成4年）12月12日  | 自由民主党       |
| 118  | 赤松良子              | 細川内閣                                                                                       | 1993年（平成5年）8月9日    | 民間人           |
| -    | 羽田孜 （臨時代理）   | 羽田内閣                                                                                       | 1994年（平成6年）4月28日   | 新生党           |
| 119  | 赤松良子              | 羽田内閣                                                                                       | 1994年（平成6年）4月28日   | 民間人           |
| 120  | 与謝野馨              | 村山内閣                                                                                       | 1994年（平成6年）6月30日   | 自由民主党       |
| 121  | 島村宣伸              | 村山内閣改造内閣                                                                               | 1995年（平成7年）8月8日    | 自由民主党       |
| 122  | 奥田幹生              | 第1次橋本内閣                                                                                  | 1996年（平成8年）1月11日   | 自由民主党       |
| 123  | 小杉隆                | 第2次橋本内閣                                                                                  | 1996年（平成8年）11月7日   | 自由民主党       |
| 124  | 町村信孝              | 第2次橋本内閣改造内閣                                                                          | 1997年（平成9年）9月11日   | 自由民主党       |
| 125  | 有馬朗人              | 小渕内閣 小渕内閣第1次改造内閣                                                                 | 1998年（平成10年）7月30日  | 参議院自由民主党 |
| 126  | 中曾根弘文            | 小渕内閣第2次改造内閣                                                                          | 1999年（平成11年）10月5日  | 参議院自由民主党 |
| 127  | 中曾根弘文            | 第1次森内閣                                                                                    | 2000年（平成12年）4月5日   | 参議院自由民主党 |
| 128  | 大島理森              | 第2次森内閣                                                                                    | 2000年（平成12年）7月4日   | 自由民主党       |
| 129  | 町村信孝              | 第2次森内閣改造内閣                                                                            | 2000年（平成12年）12月5日  | 自由民主党       |

### 註腳
1. ↑  有辭令的個別文部大臣才會被記載，沒有辭令的文部大臣不會被紀錄。
2. ↑  臨時代理文部大臣、大臣職位出現空位，才被記載。海外出差等的臨時代理一律不作紀錄。
3. ↑  代數的計算不是計算臨時兼任、臨時代理，但會計算兼任、兼務。在執行日本憲法之前，通過任命上任者算為1代。在執行日本憲法之後，在一個內閣中擔任文部大臣就算作1代；但當在改造後離開內閣時，則不算作1代。此外，計數方式不同於文部科学省官網 （页面存档备份，存于）亦有不同的計數方式。
4. ↑  田中之文部大輔在任期間為1874年9月27日 - 1880年3月15日。

### 文獻來源
1. ↑  佐藤秀夫. . 吉川弘文館. 1992年. （原始内容存档于2019-09-28）.
2. ↑  . Cheer up! English.   [2018-08-08]. （原始内容存档于2020-04-09） （日语）.
3. ↑  . Cheer up! English.   [2018-08-08]. （原始内容存档于2020-04-09） （日语）.
4. ↑  . dl.ndl.go.jp.   [2018-08-08]. （原始内容存档于2020-04-09） （日语）.

## 相關連結
- 太政官
- 文部省
- 科學技術廳
- 文部科學省
- 日本國歷代內閣
- 國務大臣
- 教育大臣

## 外部連結
- 歷代文部科學大臣：文部科學省 （页面存档备份，存于）